# Box-office France 1990
Cet article traite du box-office cinéma de 1990 en France.
Cette année, 324 films sortent sur les écrans français, ce qui était peu pour l'époque. 
Avec 121,9 millions de spectateurs, la fréquentation augmente de 1 %. Cette hausse symbolique est la première depuis 9 ans. Les salles françaises ont perdu sur la période 80 millions d'entrées annuelles.
Le Cercle des poètes disparus fait l'objet d'un culte chez les lycéens qui le plébiscitent ; le film parvient néanmoins à convaincre un public plus varié avec un excellent bouche-à-oreille.
Le cinéma français connaît quelques beaux succès grâce à la littérature et au théâtre : Marcel Pagnol (La Gloire de mon père et Le Château de ma mère), Edmond Rostand (Cyrano de Bergerac) ou encore Marcel Aymé (Uranus). 
Gérard Depardieu triomphe dans deux d'entre eux.
Du côté des films américains, Pretty Woman est l'occasion pour Julia Roberts d'obtenir le statut de star en un film.
Du côté de l'animation, La Petite Sirène des studios Disney, réalisé par John Musker et Ron Clements, a été le grand gagnant de l'année. Avec ses 3,2 millions d'entrées, il a attiré un million de spectateurs de plus que Basil, détective privé, le premier film de Musker et Clements, sorti quatre ans plus tôt avec ses 2,2 millions d'entrées sur le sol français.
Federico Fellini ne déplace plus que les cinéphiles avec son dernier film, La voce della luna (209 043 entrées France) dans lequel figure Roberto Benigni.

## Les films à plus d'un million d'entrées
| Rang | Titre                              | Pays         | Réalisateur                | Entrées   |
| ---- | ---------------------------------- | ------------ | -------------------------- | --------- |
| 1.   | Le Cercle des poètes disparus      |              | Peter Weir                 | 6 598 785 |
| 2.   | La Gloire de mon père              |              | Yves Robert                | 6 291 402 |
| 3.   | Cyrano de Bergerac                 |              | Jean-Paul Rappeneau        | 4 732 136 |
| 4.   | Le Château de ma mère              |              | Yves Robert                | 4 269 318 |
| 5.   | Chérie, j'ai rétréci les gosses    |              | Joe Johnston               | 4 263 389 |
| 6.   | Pretty Woman                       |              | Garry Marshall             | 4 030 683 |
| 7.   | Allô maman, ici bébé               |              | Amy Heckerling             | 4 023 793 |
| 8.   | Nikita                             |              | Luc Besson                 | 3 787 845 |
| 9.   | La Petite Sirène                   |              | John Musker / Ron Clements | 3 203 070 |
| 10.  | Ghost                              |              | Jerry Zucker               | 3 047 553 |
| 11.  | Ripoux contre ripoux               |              | Claude Zidi                | 2 917 115 |
| 12.  | Uranus                             | Claude Berri | 2 545 412                  |           |
| 13.  | Gremlins 2, la nouvelle génération |              | Joe Dante                  | 2 391 391 |
| 14.  | Total Recall                       |              | Paul Verhoeven             | 2 360 003 |
| 15.  | Maman, j'ai raté l'avion !         |              | Chris Columbus             | 2 240 518 |
| 16.  | Tatie Danielle                     |              | Étienne Chatiliez          | 2 151 463 |
| 17.  | Retour vers le futur 3             |              | Robert Zemeckis            | 1 677 333 |
| 18.  | Il y a des jours... et des lunes   |              | Claude Lelouch             | 1 481 621 |
| 19.  | 48 Heures de plus                  |              | Walter Hill                | 1 464 004 |
| 20.  | La Discrète                        |              | Christian Vincent          | 1 405 415 |
| 21.  | Jours de tonnerre                  |              | Tony Scott                 | 1 385 536 |
| 22.  | Rocky 5                            |              | John G. Avildsen           | 1 352 214 |
| 23.  | Promotion canapé                   |              | Didier Kaminka             | 1 324 814 |
| 24.  | Milou en mai                       |              | Louis Malle                | 1 293 118 |
| 25.  | Full Contact                       |              | Sheldon Lettich            | 1 226 025 |
| 26.  | Les Tortues Ninja                  |              | Steve Barron               | 1 191 665 |
| 27.  | À la poursuite d'Octobre rouge     |              | John McTiernan             | 1 141 695 |
| 28.  | Touche pas à ma fille              |              | Stan Dragoti               | 1 099 871 |
| 29.  | Né un 4 juillet                    |              | Oliver Stone               | 1 010 205 |
| 30.  | RoboCop 2                          |              | Irvin Kershner             | 1 008 434 |

Par pays d'origine des films (Pays producteur principal)
- États-Unis : 19 films
- France : 11 films
- Total : 30 films